# Barva
Pour l’article homonyme, voir Volcan Barva.
Barva est une petite ville du Costa Rica, située à 3 km au nord d'Heredia, dans la province d'Heredia. Elle fut nommée ainsi en l'honneur de Barvak, un chef indien qui contrôlait la région avant l'arrivée des Espagnols. Elle est divisée en six districts: Barva, Santa Lucía, San José de la Montaña, San Pedro, San Roque, et Puente Salas.
Le saint patron de la ville est Saint Barthélémy. Une grande église fut construite entre 1568 et 1575 à Barva. Chaque année, le 24 août, les habitants organisent une fête pour célébrer leur saint, et les festivités se terminent par un bal masqué, lors duquel les habitants sortent masqués et se frappent avec des vessies de vache ou de porc.